# Grabbes letzter Sommer
Grabbes letzter Sommer ist ein Roman von Thomas Valentin. Darin werden die letzten Lebensmonate des Dichters Christian Dietrich Grabbe geschildert.

## Inhalt
Nach einem längeren Aufenthalt in Düsseldorf, wo er vergeblich versuchte, als Theaterdichter Fuß zu fassen, kehrt Grabbe in seine Heimatstadt Detmold zurück. Zunächst will seine Frau Louise nichts mit ihm zu tun haben und er muss in einem Gasthaus wohnen. Louise wirft ihm vor, ihr Geld durchgebracht zu haben, und sie glaubt, dass sie ohne ihn Zugang zur besseren Gesellschaft der Stadt gehabt hätte. Es kommt auch zum Streit zwischen Louise und Grabbes Mutter.
Grabbe ist schwerer Alkoholiker und hat immer wieder depressive Phasen. Er durchstreift die Stadt und die umliegenden Wälder und versucht, größtenteils vergeblich, an seinen unvollendeten Werken zu arbeiten. Nach außen gibt er sich jedoch selbstbewusst, hält sich für einen großen Dichter und leidet an der mangelnden Anerkennung der Theaterwelt.
Sein Gesundheitszustand verschlechtert sich weiter und er kann wieder in seinem Haus leben, wo Louises Magd Sophie sich um ihn zu kümmern versucht. Er nimmt kaum noch Nahrung zu sich, ärztliche Behandlung und Medikation lehnt er ab. Erst als er dem Tod nah ist, lässt Louise auch Grabbes Mutter wieder zu ihm. Schließlich stirbt er am 12. September 1836 an „Auszehrung“.

## Erzählstil
Die Geschichte wird aus Grabbes Perspektive von einem Erzähler der dritten Person wiedergegeben. Der Stil ist von Grabbes kräftig-derbem, teils poetischem, teils vulgärem Sprachduktus geprägt, der nicht nur in der wörtlichen Rede, sondern auch in Grabbes inneren Monologen auftritt. Ein Beispiel aus einem Gespräch mit dem Schuljungen Gottlieb, dem Grabbe Nachhilfe in Geschichte gibt:

„‚Papperlapapp!‘ Grabbe wurde unwirsch und stopfte Gottlieb den Mund. ‚Das Hambacher Fest war nur albernes Zeug! Da haben ein paar geistesarme Trompeter von Revolution und einem Volksparlament gefaselt und sich an der Freiheit besoffen; aber als es am anderen Morgen in dieser schurkenvollen Welt zur Tat kommen sollte, da hatten sie einen demokratischen Kater und sind, alla tedesca, das Vaterland, Menschenliebe und Freiheit im Maul, wieder brav nach Heidelberg in ihre Philisterhöhlen heimgeschlüpft.‘“

## Adaptionen
Der Roman erschien 1980 im Ullstein Verlag, im Jahr darauf folgte die DDR-Lizenzausgabe im Aufbau Verlag (mit einem Nachwort von Hans-Georg Werner). Noch im Jahr seines Erscheinens adaptierte Radio Bremen den Roman unter der Regie von Sohrab Shahid Saless und nach Valentins Drehbuch als Fernsehfilm. Hauptdarsteller war Wilfried Grimpe. 1981 wurde der Film mit dem Adolf-Grimme-Preis in Gold ausgezeichnet.
Zudem erschienen zwei auf dem Roman basierende Hörspiele: 1981 beim SDR (Buch und Regie: Ernst Wendt) sowie 1982 beim Rundfunk der DDR (Buch: Werner Buhss, Regie: Manfred Karge).